# كهلان مجاهد أبو شوارب
هو الشيخ كهلان مجاهد يحيى أبو شوارب
من أبرز الشخصيات اليمنية التي سطع نجمها في اليمن خلال السنوات الأخيرة، على المستويات السياسية، والقَبَلِيّة، والاقتصادية، والاجتماعية. كما يتمتع بعلاقات واسعة على المُستَوَيَين المَحَلِّي والإقليمي.
وهو ابن القائد العسكري الشهير، والزعيم القَبَلِي الكبير، الشيخ مجاهد أبو شوارب ، أحد أبرز الشخصيات اليمنية في القرن العشرين، ومن كبار زعماء قبيلة حاشد.
ينتمي لقبيلة خارف ، إحدى بطون قبيلة حاشد الهمدانية، وهو من أبرز الزعامات القَبَلِيَّة الفاعلة والشخصيات المؤثرة في قبيلة حاشد ذات الحضور السياسي الفاعل في الساحة اليمنية. إذ تلعب القبائل اليمنية دوراً محورياً في الجانب السياسي ونظام الحكم في اليمن.
ويرتبط بعلاقة نسب مع الرئيس اليمني السابق علي عبد الله صالح  ، فهو أخو زوج ابنة الرئيس صالح.

## المولد والنشأة
ولد الشيخ كهلان مجاهد أبو شوارب في مديرية خارف بـمحافظة عمران ، بتاريخ: 3 فبراير 1968م. ونشأ في كنف والده المناضل اللواء مجاهد أبو شوارب ، وهو الولد الثاني له بعد الشيخ جبران مجاهد أبو شوارب كبير أولاد العميد مجاهد.
أتم دراسته الابتدائية والإعدادية والثانوية في صنعاء. حصل على درجة البكالوريوس من كلية التجارة والاقتصاد بـجامعة صنعاء تخصص اقتصاد.
بدأ بممارسة العمل التجاري في وقت مبكر، إذ كان يتمتع بفكر ثاقب وموهبة تجارية فذة. ثم انخرط في العمل السياسي تحت مظلة حزب المؤتمر الشعبي العام.
الحالة الاجتماعية: متزوج، وله أربعة أولاد.

## الأعمال والمناصب الرسمية والحكومية
- عضو مؤتمر الحوار الوطني اليمني: بقرار جمهوري، تم تعيينه عضواً في مؤتمر الحوار الوطني اليمني الشامل، بتاريخ: 30 مارس 2013م، وذلك ضمن قائمة ممثلي حزب المؤتمر الشعبي العام.[4][5] وقد تم تعيينه ضمن فريق عمل ((بناء الدولة)).[6]

| كهلان مجاهد أبو شوارب | مؤتمر الحوار الوطني الشامل (National dialogue conference): مؤتمر تم الإعداد له بعد أحداث 2011م التي شهدتها اليمن ، وما ترتب عليها من تغيرات في سلطة الدولة اليمنية وفي النظام الحاكم لها. تم تحديد مدته بستة أشهر تحت شعار "بالحوار نصنع المستقبل" ، وقد تجاوز مدته المحددة له ، وتم تمديده إلى شهر يناير 2014م ، ليتم اختتام أعماله فيه. يضم المؤتمر (565) عضواً ، (50%) من مواطني محافظات جنوب اليمن ، و(30%) من الكادر النسائي و(20%) من الشباب. تم اختيارهم وترشيحهم من جميع الأطراف السياسية والشخصيات الاعتبارية الفاعلة ومنظمات المجتمع المدني بنسب معينة. بدأ أول جلساتة في 18 مارس 2013م ، بالعاصمة اليمنية صنعاء ، برئاسة رئيس الجمهورية اليمنية. | كهلان مجاهد أبو شوارب |

- عضو مجلس الشورى: صدر القرار الجمهوري رقم (42) لسنة 2012م، والذي قضى بتعيين الشيخ كهلان مجاهد أبو شوارب عضواً في مجلس الشورى. وما زال في هذا المنصب إلى تاريخنا الحالي: 2014م

.
- محافظ لمحافظة عمران (2008 - 2012م): تم انتخابه محافظاً لـمحافظة عمران من قِبَل أعضاء المجلس المحلي بالمحافظة، بإجماع بلغ: (401) صوت، من أصل (403) صوت، تمثل إجمالي أعضاء الهيئة الناخبة للمجلس المحلي بـمحافظة عمران ، وذلك يوم السبت الموافق: 17مايو 2008م.[11]
- عضو اللجنة العامة بحزب المؤتمر الشعبي العام ، منذ أكثر من عشر سنوات، وإلى الآن.

## الأعمال والمناصب الأخرى
إضافة للمناصب والأعمال لحكومية والرسمية، فالشيخ كهلان مجاهد أبو شوارب يشغل مناصب أخرى خاصة وتجارية، منها:
- رئيس مجلس إدارة شركة كهلان للتجارة والمقاولات العامة، ومديراً عاماً لها منذ عام 1991م، وحتى الآن.
- رئيس مجلس إدارة مؤسسة الشرفي للديكور وصناعة البيوت الجاهزة منذ عام 1996م، وحتى الآن.
- رئيس جمعية المقاولين اليمنيين منذ عام 2000م، وحتى الآن.
- رئيس مجلس إدارة الشركة الكبرى للتجارة منذ عام 2003م، وحتى الآن.
- رئيس مجلس إدارة شركة ومصنع الجودة للأسماك والأحياء البحرية منذ عام 2001م، وحتى الآن.
- عضو مجلس إدارة بنك اليمن البحرين الشامل منذ تاريخ: 1 أبريل 2002م، وحتى تاريخ: 14 نوفمبر 2007م.
- نائب رئيس مجلس إدارة بنك اليمن البحرين الشامل منذ تاريخ: 14 نوفمبر 2007م، وحتى الآن.
- عضو الغرفة التجارية اليمنية منذ عام 2001م، وحتى الآن.
- رئيس شعبة المقاولين في الغرفة التجارية منذ 2004م، وحتى الآن.[13]

## النشاط السياسي والقَبَلِيّ والاجتماعي والاقتصادي
للشيخ كهلان مجاهد أبو شوارب حضور واضح وقوي على مستوى الساحة اليمنية، سياسياً واجتماعياً، واقتصادياً، ويعتبر حالياً من أهم الشخصيات الفاعلة في الساحة اليمنية.
- بدأ الشيخ كهلان مجاهد أبو شوارب بممارسة العمل السياسي من خلال انتمائه لحزب المؤتمر الشعبي العام ، حيث تم تعيينه عضواً للجنة العامة للمؤتمر الشعبي العام، وهي أعلى هيئة تنظيمية فيه. والمؤتمر هو الحزب الحاكم في اليمن منذ عام 1982م، وإلى عام 2011م، وما زال حزب المؤتمر شريكاً في الحكم إلى هذا التاريخ 2014م.
- تم تعيينه عضواً في مؤتمر الحوار الوطني اليمني الشامل، ضمن قائمة ممثلي حزب المؤتمر الشعبي العام.
- يتمتع الشيخ كهلان مجاهد أبو شوارب بحب الناس بمختلف طبقاتهم وأطيافهم واتجاهاتهم السياسية والاجتماعية، ويحظى باحترامهم وتقديرهم. وهذا أمر عُرِف - أيضاً - عن والده الشيخ مجاهد أبو شوارب. ويمتلك قدرات عالية وخبرات واسعة في التعامل مع القضايا القَبَلِيَّة وحلها. ومما عزز لديه هذه الخبرات، هو مرافقته لوالده اللواء مجاهد أبو شوارب أثناء معايشته وحله للعديد من القضايا الاجتماعية والقَبَلِيَّة الكبيرة على مستوى الجمهورية اليمنية كلها، والقضايا الأدنى في أغلب المحافظات. وله حضور بارز في مكافحة ظاهرة الثأر وحل قضاياها الشائكة. وفي مواجهة ظاهرة حمل السلاح في المجتمع اليمني والعمل على الحد منها.[14]
- يرأس الشيخ كهلان مجاهد أبو شوارب العديد من الشركات التجارية الكبرى في اليمن ، والتي تمتد نشاطاتها على المُستَوَيَين: الإقليمي، والدولي.
- للشيخ كهلان مجاهد أبو شوارب نشاطات اجتماعية ومشاركات مجتمعية فاعلة في دعم الجمعيات والمؤسسات الخيرية، وفي تلمس حاجات الناس في كافة الميادين.

## المشاركات
- شارك الشيخ كهلان مجاهد أبو شوارب في العديد من لجان الوساطة الرئاسية والقَبَلِيَّة، لإيقاف العديد من الحروب والصراعات القَبَلِيَّة.

كان آخرها رئاسته للوساطة الرئاسية والقَبَلِيَّة لإيقاف الحرب الضروس بين قبيلَتَي: عِذَر، والعُصَيمَات الحاشِدِيَّتَين، وذلك بعد انسحاب أعضاء من لجنة الوساطة الرئاسية من الموقع. وقد تمكنت الوساطة برئاسته من وقف الحرب بين الطرفين وتوقيع وثيقة صلح تضمنت توقيف الحرب لمدة عام وإنهاء التمترس.
- شارك الشيخ كهلان مجاهد أبو شوارب في عدة منتديات اقتصادية عربية ومحلية.
- شارك بفعالية في الانتخابات الرئاسية والمحلية والنيابية في أمانة العاصمة، وفي محافظة عمران ، وفي عدة محافظات أخرى ولعدة دورات انتخابية.
- شارك ورعى عدة فعاليات وبطولات شبابية ورياضية، كان آخرها رعاية بطولة اللواء مجاهد أبو شوارب